# Bright Lights (chanson)
Pour les articles homonymes, voir Bright Lights (homonymie).
Singles de Placebo
Ashtray Heart B3
Bright Lights est une chanson du groupe de rock Placebo. Il s'agit de la sixième piste de l'album Battle for the Sun et du quatrième single officiel extrait de ce dernier. Sa mise en vente en format numérique eut lieu le 8 février 2010.
La version single de Bright Lights est en fait celle jouée en concerts dès le début de la tournée de l'automne 2009 et non pas celle de l'album. Elle s'en distingue notamment par l'incorporation de chœurs.
Bright Lights possède un fort lien thématique avec l'album Battle for the Sun, que le groupe qualifie de clair-obscur. En effet, c'est sur une mélodie lumineuse, « Technicolor », que Brian Molko appose un chant mélancolique comme à l'accoutumée. Ici, sur la version single, l'ajout de chœurs renforce cette ambivalence en opposant les trous noirs (« black holes ») aux lumières vives (« bright lights »). Le clip video reprend à son tour cette dualité entre espoir et angoisse en alternant couleurs sombres pour les couplets et nuances plus radieuses pour les refrains.

## Liste des titres du single
- Liste du téléchargement numérique

1. Bright Lights (version single)
2. Bright Lights (version album)
3. The Never-Ending Why (live SFR)
4. Bright Lights (Randomer Remix-dub)